# Методы обнаружения экзопланет

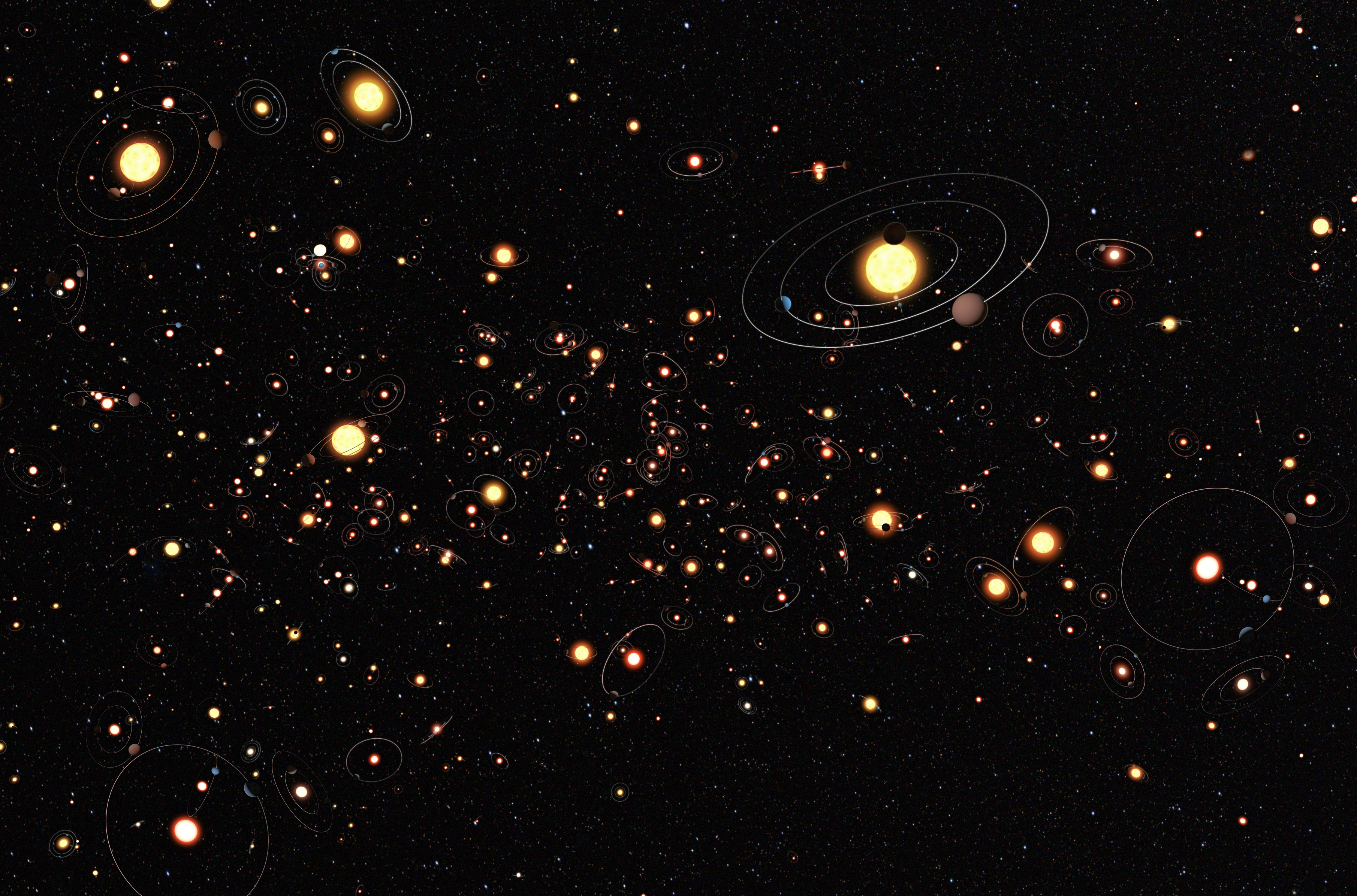
Распространённость планетных систем в Млечном Пути в представлении художника.

Планеты, обращающиеся около других звёзд, являются источниками очень слабого света в сравнении с родительской звездой, поэтому прямое наблюдение и обнаружение экзопланет является довольно сложной задачей. Помимо значительной сложности обнаружения такого слабого источника света, возникает дополнительная проблема, связанная с тем, что яркость родительской звезды на много порядков превышает звёздную величину планеты, светящуюся  отражённым от родительской звезды светом, и тем самым делает оптические наблюдения экзопланет сверхсложными для наблюдений. Из-за этого только около 5% от всех экзопланет, обнаруженных к ноябрю 2011 года, наблюдались прямым методом. Все остальные планеты найдены косвенными методами, заключающимися в обнаружении влияния планеты на окружающие тела.

## Основные методы

### Метод Доплера

Иллюстрация движения звезды под влиянием планеты

Метод Доплера (радиальных скоростей, лучевых скоростей) — метод обнаружения экзопланет, заключающийся в спектрометрическом измерении радиальной скорости звезды. Звезда, обладающая планетной системой, будет двигаться по своей собственной небольшой орбите в ответ на притяжение планеты. Это в свою очередь приведёт к изменению скорости, с которой звезда движется по направлению к Земле и от неё (то есть к изменению в радиальной скорости звезды по отношению к Земле). Такая радиальная скорость звезды может быть вычислена из смещения в спектральных линиях, вызванных эффектом Доплера.
Скорость звезды вокруг общего центра масс гораздо меньше, чем у планеты, поскольку радиус её орбиты очень мал. Тем не менее скорость звезды от 1 м/с и выше может определяться современными спектрометрами: HARPS (англ. High Accuracy Radial Velocity Planet Searcher), установленном на телескопе ESO в обсерватории Ла-Силья или спектрометром HIRES на телескопе обсерватории Кека. Простой и недорогой метод для измерения радиальной скорости — это «внешне дисперсионная интерферометрия».
Для достижения приемлемой точности измерений необходимо высокое отношение сигнал/шум, и поэтому метод лучевых скоростей, как правило, используется только для относительно близких звёзд (до 160 световых лет и 11 звездной величины). Метод Доплера позволяет легко находить массивные планеты вблизи своих звёзд. Планеты с сильно наклонёнными (относительно линии взгляда с Земли) орбитами производят меньшие колебания звезды в направлении Земли, и, поэтому их также сложнее обнаружить.
Один из основных недостатков метода лучевых скоростей — это возможность определения только минимальной массы планеты. Метод радиальных скоростей может использоваться как дополнительный способ проверки наличия планет при подтверждении открытий, сделанных при помощи транзитного метода. Также при совместном использовании обоих методов появляется возможность оценить истинную массу планеты.
Ныне метод близок к исчерпанию своих возможностей. Он мало пригоден для точного определения параметров многопланетных систем (особенно включающих в себя планеты малой массы или проявляющих сильные планетные взаимодействия) и систем звезд с активной фотосферой (в частности, красных и поздних оранжевых карликов), так как принимает активность звезды за планетные сигналы.

### Метод периодических пульсаций

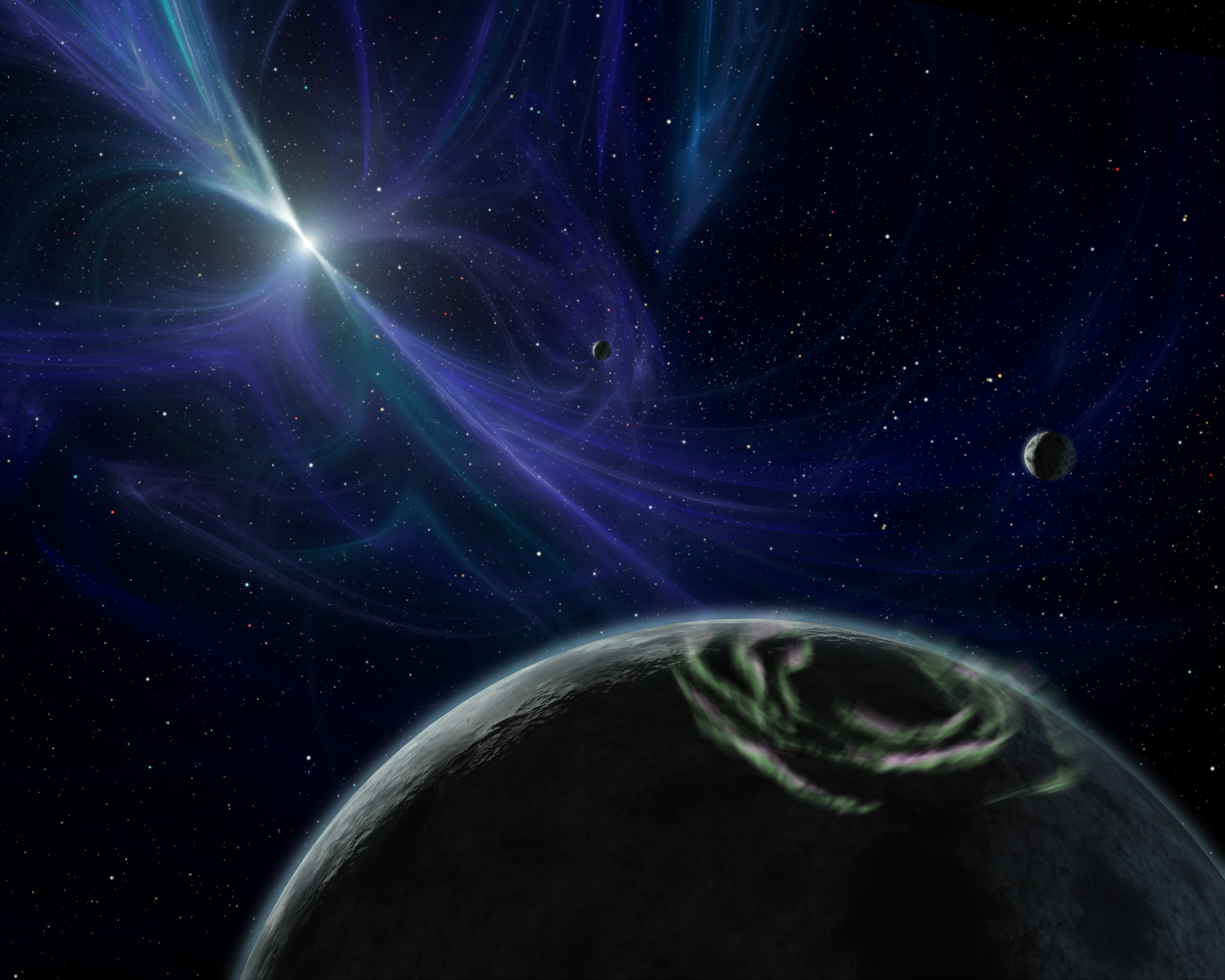
Планетная система пульсара PSR B1257+12 в представлении художника

Метод периодических пульсаций (тайминга пульсаций) — метод обнаружения экзопланет около пульсаров, основанный на выявлении изменений в регулярности импульсов. Пульсар — космический источник радио- (радиопульсар), оптического (оптический пульсар), рентгеновского (рентгеновский пульсар) и/или гамма- (гамма-пульсар) излучений, приходящих на Землю в виде периодических всплесков (импульсов). Особенностью радиопульсаров является очень точное и регулярное излучение импульсов, зависящих от скорости вращения звезды. Собственное вращение пульсара изменяется чрезвычайно медленно, поэтому его можно считать постоянной величиной, и небольшие аномалии в периодичности его радиоимпульсов могут использоваться для отслеживания собственного движения пульсара. Поскольку у пульсара, обладающего планетной системой, будет наблюдаться небольшое движение по своей собственной орбите (аналогично обычной звезде), то расчёты, основанные на наблюдении периодичности импульсов, могут выявить параметры орбиты пульсара.
Этот метод изначально не предназначался для обнаружения планет, но его очень высокая точность определения движения пульсаров позволила задействовать в обнаружении планет. К примеру, метод позволяет обнаруживать планеты гораздо меньшей массы, чем любой другой способ — вплоть до 1/10 массы Земли. Он также способен обнаружить взаимные гравитационные возмущения между различными объектами планетной системы и тем самым получить дополнительную информацию об этих планетах и параметрах их орбиты.
Основным недостатком метода является низкая распространённость пульсаров в Млечном Пути (на 2008 год известно около 1790 радиопульсаров) и поэтому маловероятно, что данным способом можно найти большое количество планет. Кроме того, жизнь, которую мы знаем, не смогла бы выжить на планете, вращающейся вокруг пульсара из-за очень интенсивного излучения.
В 1992 году Александр Вольщан и Дейл Фрейл использовали этот метод при обнаружении планеты около пульсара PSR 1257+12. Их открытие было быстро подтверждено и стало первым подтверждением наличия планеты вне Солнечной системы.

### Транзитный метод

Транзитный метод обнаружения экзопланет. График ниже показывает изменение кривой яркости звезды при транзите планеты.

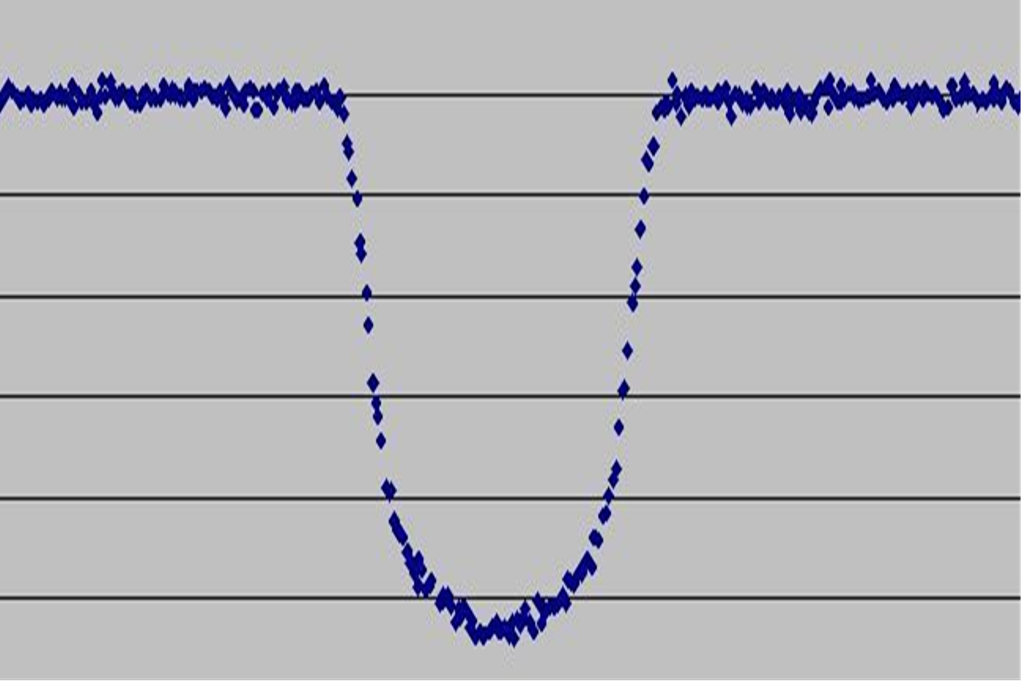
Фотометрия планеты Kepler-6 b.

Транзитный метод (метод транзитов) — метод поиска экзопланет, основанный на обнаружении падения блеска звезды во время прохождения планеты перед её диском. Этот фотометрический метод позволяет определить радиус планеты, в то время как приведённые ранее методы позволяют получить информацию о массе планеты. Если планета проходит перед диском звезды, то её наблюдаемая светимость немного падает, и эта величина зависит от относительных размеров звезды и планеты. К примеру, при транзите планеты HD 209458, звезда тускнеет на 1,7 %.
Транзитный метод имеет два основных недостатка. Во-первых, транзит наблюдается только у тех планет, орбита которых проходит по диску звезды. Вероятность расположения плоскости орбиты планеты непосредственно на линии прямой со звездой и наблюдателем с Земли является отношением диаметра звезды к диаметру орбиты планеты. То есть чем больше размер звезды и ближе к ней орбита планеты, тем больше вероятность того, что для наблюдателя с Земли планета будет проходить по диску звезды и эта вероятность уменьшается по мере увеличения орбиты планеты. Для планеты, вращающейся на расстоянии 1 а.е. вокруг звезды размером с Солнце, вероятность положения орбиты, обеспечивающей возможность наблюдения транзита, составляет 0,47 %. Таким образом, данный метод не позволяет ответить на вопрос о наличии планет у какой-либо конкретной звезды. Тем не менее, наблюдение больших участков неба, содержащих тысячи и даже сотни тысяч звёзд, позволяет найти значительное количество экзопланет. За одинаковый промежуток времени транзитный метод позволяет найти гораздо больше планет по сравнению с методом радиальных скоростей. Вторым недостатком метода является высокий уровень ложных срабатываний, поэтому обнаруженные транзиты требуют дополнительного подтверждения (как правило, накоплением статистики и снимками родительской звезды с высоким разрешением для исключения фоновых двойных).
Основное же преимущество транзитного метода заключается в возможности определения размера планеты исходя из кривой блеска звезды. Таким образом в сочетании с методом радиальных скоростей (позволяющим определить массу планеты) появляется возможность получения информации о физической структуре планеты и её плотности. К примеру, наиболее исследованными экзопланетами из всех известных являются те планеты, которые были изучены обоими методами.
Дополнительная возможность в исследовании транзитных планет — это изучение атмосферы планеты. Во время транзита свет от звезды проходит через верхние слои атмосферы планеты, поэтому изучая спектр этого света, можно обнаружить химические элементы, присутствующие в атмосфере планеты. Атмосфера также может быть обнаружена путём измерения поляризации света звезды при прохождении его через атмосферу или при отражении от атмосферы планеты.
Кроме того, вторичное затмение (когда планета блокируется своей звездой) позволяет проводить прямые измерения излучения планеты. Если фотометрическая интенсивность звезды во время вторичного затмения вычитается из её интенсивности до или после затмения, то остаётся только сигнал, относящейся к планете. Это даёт возможность измерения температуры планеты и даже обнаружения признаков наличия облаков на ней. В марте 2005 года две группы учёных на космическом телескопе Спитцер проводили измерения по этой методике. Команды из Гарвард-Смитсоновского центра астрофизики во главе с Дэвидом Шарбонно и Центра космических полётов Годдарда во главе с Демингом Л. Д. изучали планеты TrES-1 и HD 209458b, соответственно. Измерения показали, что температура планет составляет 1060 К (790 °C) для TrES-1 и около 1130 К (860 °C) для HD 209458b. Однако, из-за возможного эксцентриситета, орбиты не всех транзитных планет расположены так, что у них происходит вторичные затмения. Планета HD 17156 b с вероятностью более 90 % является планетой такого типа.
В 2006 году французское космическое агентство запустило на орбиту Земли спутник COROT с целью поиска планетных транзитов. Космическое базирование спутника позволяет повысить точность из-за отсутствия атмосферных сцинтилляций. Приборы COROT позволяют обнаружить планеты «в несколько раз больше Земли» и в настоящее время результаты миссии оцениваются как: «лучше, чем ожидалось». На конец 2011 года спутником обнаружено 17 экзопланет.
В марте 2009 года НАСА запустило космический «телескоп Кеплер», который до мая 2013 года вёл непрерывное наблюдение за областью неба в созвездии Лебедя, содержащей около 150 000 звёзд. При этом точность измерения позволила «Кеплеру» обнаруживать планеты размером с Землю. Одной из задач телескопа являлось обнаружение планет размером с Землю в обитаемой зоне своей звезды. Помимо обнаружения землеподобных планет «Кеплер» предоставил учёным статистические данные о частоте таких планет вокруг солнцеподобных звёзд. В мае 2013 года из-за проблем со стабилизацией положения «Кеплер» завершил свою основную миссию.
Существуют также наземные проекты, например, проект MEarth.
Ныне транзитный метод является единственным методом обнаружения экзопланет с высокой достоверностью.

### Метод вариации времени транзитов (TTV) и метод вариации продолжительности транзитов (TDV)
Если планета найдена транзитным методом, то отклонения в периодичности наблюдаемых транзитов позволяют обнаружить в системе дополнительные планеты. При этом точность метода довольно высока и позволяет найти планеты размером с Землю. Впервые нетранзитная планета с использованием TTV-метода (англ. Transit timing variation method) была обнаружена в результате анализа данных с телескопа Кеплер: изменение периодичности транзитов планеты Кеплер-19 b составляло около 5 минут с периодом в 300 дней, что свидетельствовало о наличии второй планеты, Kepler-19 c с периодом, являющимся почти рациональным кратным к периоду транзитный планеты.
TTV-метод основывается на определении времени начала транзита и выводе, происходит ли транзит планеты при строгой периодичности или же имеют место некие отклонения. TDV-метод (англ. Transit duration variation method) основан на вычислении длительности транзита. Изменение длительности транзита может быть вызвано наличием спутников у экзопланет.

### Изменения орбитальной фазы отражённого света
У планет-гигантов, вращающихся вокруг своих звёзд, будут наблюдаться изменения фазы отражённого света (как у Луны), то есть они будут проходить через все фазы: от полного освещения до затмения и обратно. Поскольку современные телескопы не могут отделить планету от звезды, то они наблюдают их совместный свет, и, таким образом, яркость звезды, вероятно, будет периодически меняться. Хотя этот эффект и невелик, однако фотометрическая точность, требуемая для обнаружения, примерно такая же, как для обнаружения планет размером с Землю при транзите у звезды солнечного типа. Таким способом можно обнаружить планеты размером с Юпитер используя космические телескопы (например, Кеплер). Этим методом можно найти множество планет, поскольку изменение орбитальной фазы отражённого света не зависит от наклонения орбиты планеты, и, таким образом, не требуется прохождение планеты перед диском звезды. Кроме того, функция фазы планеты-гиганта является также функцией её тепловых характеристик и атмосферы, если таковая имеется. Таким образом, кривая фазы может определять другие характеристики планеты.
Обоим телескопам (COROT’у и Кеплеру) удалось обнаружить и измерить свет, отражённый от планет, однако эти планеты уже были известны, так как проходят перед диском звезды. Первые планеты, обнаруженные данным методом — это кандидаты Кеплера: KOI 55.01 и 55.02.

### Гравитационное микролинзирование

Гравитационное микролинзирование

Гравитационное микролинзирование возникает в том случае, когда гравитационное поле более близкой звезды увеличивает свет от далёкой звезды, действуя при этом как линза. Если при этом звезда переднего плана имеет планету, то собственное гравитационное поле планеты может внести заметный вклад в эффект линзирования. Недостаток данного метода заключается в том, что эффект появляется только в том случае, когда две звезды точно выровнены вдоль прямой. Также проблемой является тот факт, что события линзирования коротки и длятся всего несколько дней или недель, поскольку дальняя звезда, ближняя звезда и Земля непрерывно движутся относительно друг друга. Однако, несмотря на это, учёные зафиксировали более тысячи таких событий в течение последних десяти лет. Этот метод является наиболее продуктивным для поиска планет, находящихся между Землёй и центром галактики, так как в галактическом центре находится большое количество фоновых звёзд.
В 1991 году астрономы Шуде Мао и Богдан Пачинский из Принстонского университета впервые предложили использовать гравитационное микролинзирования для поиска экзопланет, а успешность данной методики была подтверждена в 2002 году в ходе реализации проекта OGLE (англ. Optical Gravitational Lensing Experiment — эксперимент оптического гравитационного линзирования). В течение одного месяца учёные нашли несколько возможных планет, хотя ограничения в наблюдениях помешали их точному подтверждению. По состоянию на середину 2011 года с помощью микролинзирования было обнаружено 13 подтверждённых экзопланет.
Существенным недостатком данного метода является тот факт, что событие линзирования не может повториться, поскольку вероятность повторного выравнивания Земли и 2-х звёзд практически равна нулю. Кроме того, найденные планеты зачастую находятся на расстоянии нескольких тысяч световых лет, так что последующие наблюдения с использованием других методов, как правило, невозможны. Однако если непрерывно наблюдать достаточно большое количество фоновых звёзд, то метод, в конечном счёте, может помочь в определении распространённости в галактике планет, похожих на Землю.
Обнаружение событий линзирования, как правило, осуществляется с помощью сети автоматических телескопов. В дополнение к проекту OGLE, работу по совершенствованию этого подхода ведёт группа «Наблюдения микролинзирования в астрофизике» (англ. Microlensing Observations in Astrophysics). Проект PLANET (англ. Probing Lensing Anomalies NETwork)/RoboNet ещё более амбициозен. Он осуществляет почти непрерывный круглосуточный обзор неба с использованием всемирной сети телескопов и позволяет обнаружить вклад в событие микролинзирования планеты с массой, подобной Земле. Эта стратегия привела к обнаружению первой суперземли на широкой орбите (OGLE-2005-BLG-390L b).

### Прямое наблюдение

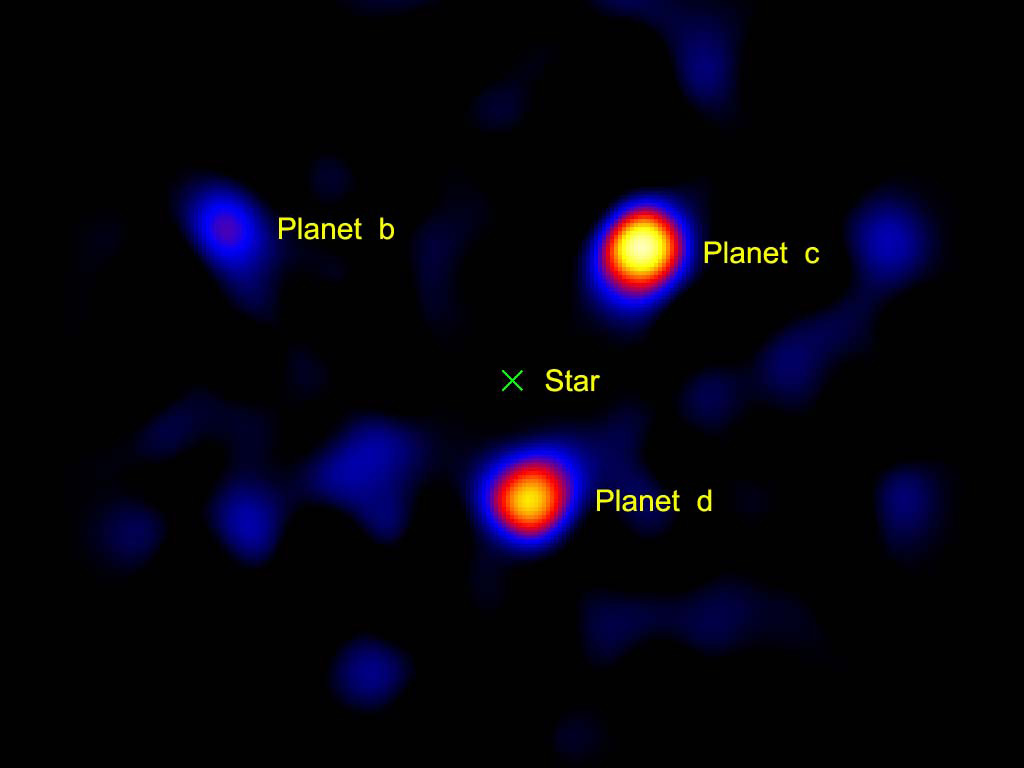
Прямое изображение экзопланет вокруг звезды HR 8799, полученное с использованием коронографа на телескопе Хейла

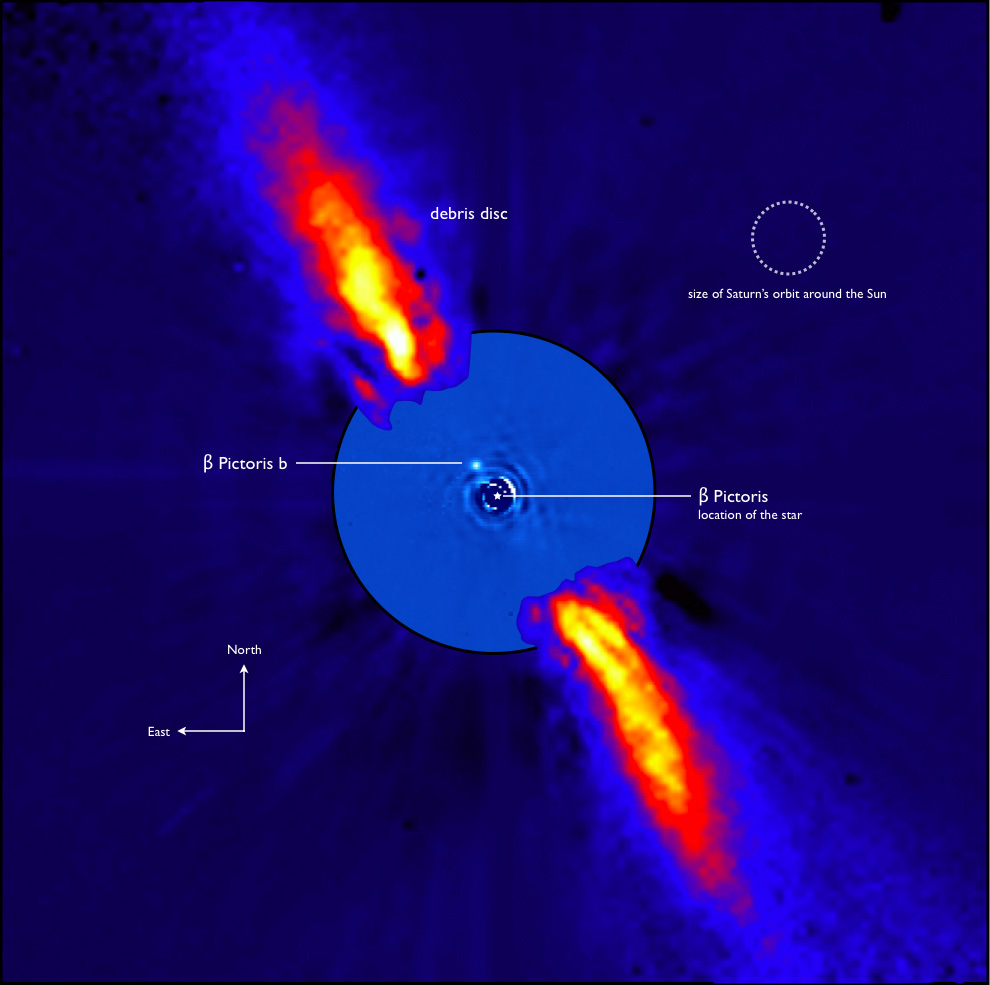
Изображение планеты около звезды Бета Живописца

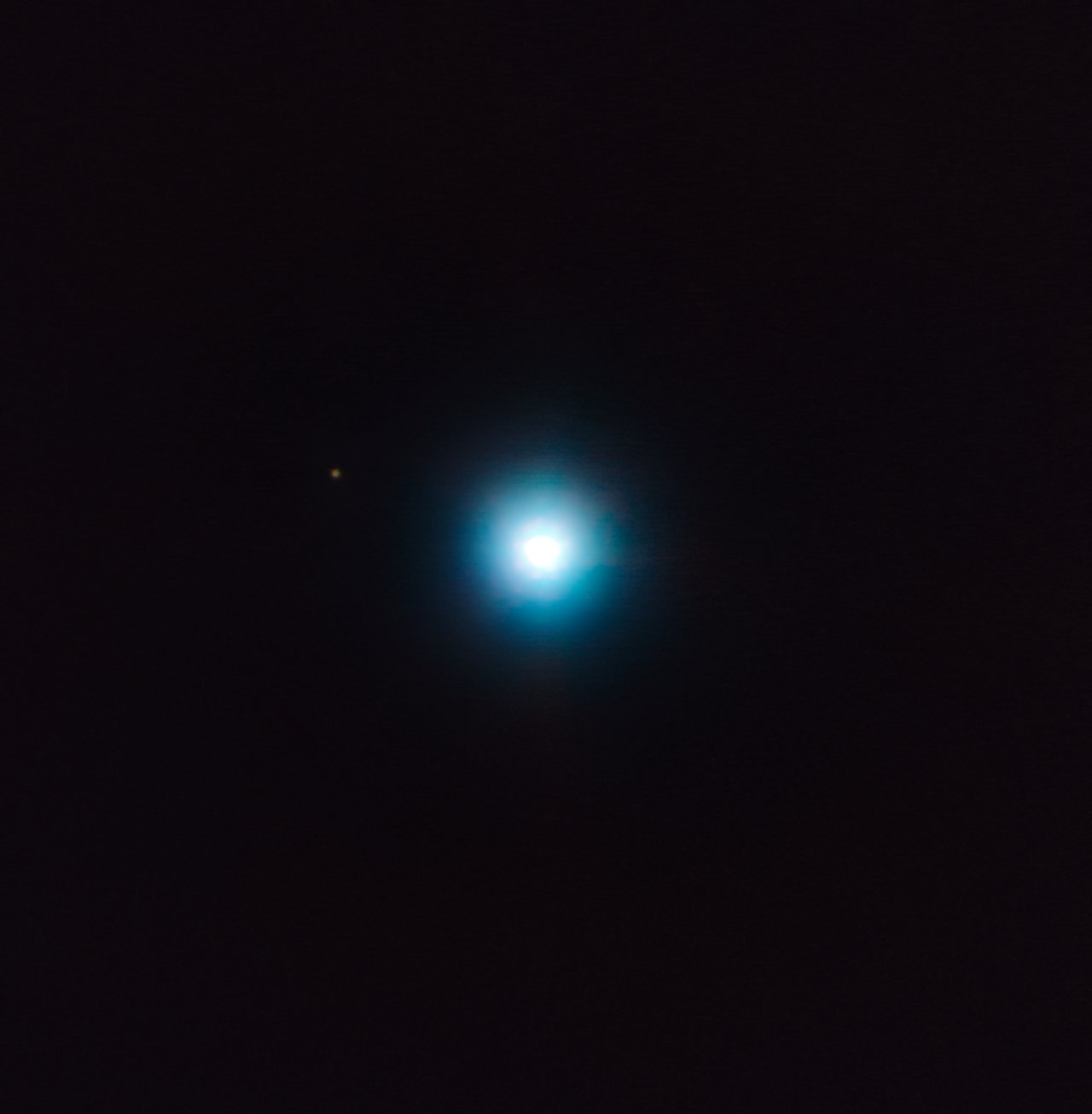
Прямое изображение звезды CVSO 30 и экзопланеты CVSO 30 c (точка слева), полученное телескопом VLT

Планеты являются крайне слабыми источниками света в сравнении со звёздами, и незначительный свет, исходящий от них, очень сложно различить из-за высокой яркости родительской звезды. Поэтому прямое обнаружение экзопланет является крайне сложной задачей.
В июле 2004 года группа астрономов использовала телескоп VLT Европейской южной обсерватории в Чили для получения изображения объекта 2M1207 b — компаньона коричневого карлика 2M1207, а в декабре 2005 года, планетный статус компаньона был подтверждён. Предполагается, что планета в несколько раз массивнее Юпитера и имеет радиус орбиты более 40 а.е. В сентябре 2008 года на расстоянии 330 а.е от звезды 1RXS J160929.1-210524 методом прямого наблюдения был запечатлён объект по размерам и массе сравнимый с планетой, а в 2010 году объект был подтверждён. В 2007 году телескопами в обсерваториях Кека и Джемини была сфотографирована первая многопланетная система. У звезды HR 8799 учёные наблюдали три планеты с массами примерно в 10, 10 и 7 раз превышающей Юпитер. А 13 ноября 2008 года было объявлено, что телескоп Хаббл наблюдал экзопланету с массой не более 3MJ у звезды Фомальгаут. Обе системы окружены дисками, мало отличающимися от пояса Койпера. В ноябре 2009 года с использованием инструмента HiCIAO телескопа Субару  удалось сфотографировать систему GJ 758 с коричневым карликом.
Вплоть до 2010 года телескопы могли получить изображение экзопланеты только в исключительных условиях. Проще всего было получить изображение в случае, когда планета довольно большая по размеру (значительно больше Юпитера), значительно удалена от своей родительской звезды и имеет высокую температуру, испуская инфракрасное излучение. Однако в 2010 году учёные из Лаборатории реактивного движения НАСА показали, что коронограф предоставляет хорошую возможность для непосредственного фотографирования планет. Они получили изображение планеты HR 8799 (ранее уже сфотографированной), используя только 1,5-метровую часть телескопа Хейл. Ещё одним перспективным методом при фотографировании планет является обнуляющая интерферометрия.
Другие объекты, которые наблюдались напрямую (GQ Волка b, AB Живописца b и SCR 1845 b) скорее всего являются коричневыми карликами. В 2018 году телескоп Субару сфотографировал молодую планету-гигант 2M0437 b массой 318 масс Земли, находящуюся в 400 св. годах от Солнца и обращающуюся на расстоянии 100 а.е. от материнской звезды, возраст которой оценивается в 2—5 млн лет, а масса — в 0,15—0,18 массы Солнца (красный карлик).
В настоящее время ведутся проекты по оснащению телескопов инструментами с возможностью получения изображений планет: обсерватория Джемини (GPI), VLT (SPHERE) и телескоп Субару (HiCiao).

## Другие возможные методы

### Астрометрия

Движение центра масс (барицентра) Солнечной системы по отношению к Солнцу.

Астрометрический метод заключается в точном измерении положения звезды на небе и определении, как это положение меняется со временем. Если вокруг звезды вращается планета, то её гравитационное воздействие на звезду приведёт к тому, что сама звезда будет двигаться по маленькой круговой или эллиптической орбите. По сути, звезда и планета будут вращаться вокруг их взаимного центра масс (барицентра), и их движение будет описываться решением задачи двух тел, а поскольку звёзды гораздо массивнее планет, то радиус их орбиты очень мал и очень часто взаимный центр масс находится внутри большего тела. Сложность при обнаружении планет астрометрическим методом связана с тем, что изменения положения звёзд настолько малы, а атмосферные и систематические искажения настолько велики, что даже самые лучшие наземные телескопы не могут выполнить достаточно точные измерения и все заявления о наличии планетарного компаньона, меньшего чем 1/10 массы Солнца, сделанные до 1996 года и обнаруженные с помощью этого метода, скорее всего, являются ложными.
Одним из потенциальных преимуществ астрометрического метода является наибольшая чувствительность к обнаружению планет с большими орбитами, однако для этого требуется очень длительное время наблюдения — годы и, возможно, даже десятилетия, поскольку у планет, достаточно удалённых от своей звезды для обнаружения с помощью астрометрии, орбитальный период также занимает длительное время.
Астрометрия является старейшим методом поиска экзопланет и была популярна из-за успехов при описании астрометрическо-двойных систем. Считается, что астрометрия возникла в конце 18 века, и её основоположником был Уильям Гершель, заявивший, что на положение звезды 70 Змееносца влияет невидимый компаньон. Первое же формальное астрометрическое вычисление было выполнено У. С. Джейкобом в 1855 году для этой же звезды. Первоначально астрометрические измерения выполнялись визуально и записывались вручную, но к концу 19-го века начали использоваться фотопластинки, что значительно повысило точность измерений, а также позволило накопить архив данных. Кульминацией циркулировавших на протяжении двух столетий заявлений об открытии невидимых компаньонов на орбите вокруг ближайших звёзд, стало заявление, сделанное в 1996 году Джорджем Гейтвудом, об открытии нескольких планет, вращающихся вокруг звезды Лаланд 21185. Эта информация основывалась на анализе данных фотосьёмки за период 1930—1984 годов и данных о движении звезды с 1988 по 1996 год. Но ни одно из открытий не подтвердилось другими методами, и астрометрический метод приобрёл негативную репутацию. Однако в 2002 году космический телескоп Хаббл достиг успеха в использовании астрометрии при описании ранее обнаруженной планеты около звезды Глизе 876, а в 2009 году было объявлено об открытии объекта у звезды Вольф 1055 методом астрометрии. Согласно расчётам планетный объект имел массу в 7 раз превышающую Юпитер и орбитальный период 270 дней, но недавние исследования методом Доплера исключили наличие объявленной планеты
.
Будущие космические обсерватории (например, Gaia Европейского космического агентства) могут добиться успеха в обнаружении новых планет с помощью астрометрического метода, но на начало 2023 года существовала только одна подтверждённая планета, найденная этим методом - HD 176051 b. Однако в сентябре 2023 года было объявлено об открытии телескопом Gaia астрометрическим методом ещё одной экзопланеты: HIP 66074 b или Gaia-3b.

### Периодичность затмения двойных звездных систем

Анимация показывает изменение светимости в двойных система типа Алголя

Если система двойных звёзд расположена так, что со стороны наблюдателя с Земли звёзды периодически проходят перед диском друг друга, то система называется «затменно-двойных звёзд». Момент времени минимальной светимости (когда более яркая звезда хотя бы частично закрывается диском второй звезды) называется первичным затмением. После прохождения звездой приблизительно половины орбиты происходит вторичное затмение (когда более яркая звезда закрывает какую-то часть своего компаньона). Эти моменты минимальной яркости (центрального затмения) представляют собой штамп времени в системе аналогично импульсам пульсара. Если вокруг двойной системы звёзд вращается планета, то звёзды под действием гравитации планеты будут смещаться относительно центра масс звёзд-планеты и двигаться по собственной небольшой орбите. Вследствие этого моменты минимумов затмений будут постоянно меняться: сначала запаздывать, потом происходить вовремя, затем раньше, потом вовремя, затем запаздывать, и т. д. Изучение периодичности этого смещения может являться самым надёжным методом обнаружения экзопланет, вращающихся вокруг двойных систем.

### Поляриметрия
Свет, испускаемый звёздами, является неполяризованным, то есть направление колебаний световой волны случайно. Однако, когда свет отражается от атмосферы планеты, световые волны взаимодействуют с молекулами в атмосфере и поляризуются.
Анализ поляризации комбинированного света от планеты и звезды (примерно одна часть на миллион) может быть выполнен с очень высокой точностью, так как на поляриметрию не оказывает существенного воздействия нестабильность атмосферы Земли.
Астрономические приборы, используемые для поляриметрии (поляриметры), способны обнаруживать поляризованный свет и изолировать неполяризованное излучение. Группы ZIMPOL/CHEOPS и PlanetPol в настоящее время используют поляриметры для поиска экзопланет, но к текущему моменту с помощью этого метода планет не обнаружено.

### Полярные сияния
Полярное сияние возникает при взаимодействии заряженных частиц с магнитосферой планеты и представляет собой свечение в верхних слоях атмосферы. Расчеты астрономов показывают, что многие экзопланеты испускают при этом достаточно мощные радиоволны, которые можно обнаружить наземными радиотелескопами с расстояния 150 св. лет. При этом экзопланеты могут быть достаточно удалены от своей звезды (как например Плутон в Солнечной системе).

## Обнаружение астероидов и пылевых дисков

### Околозвёздные диски

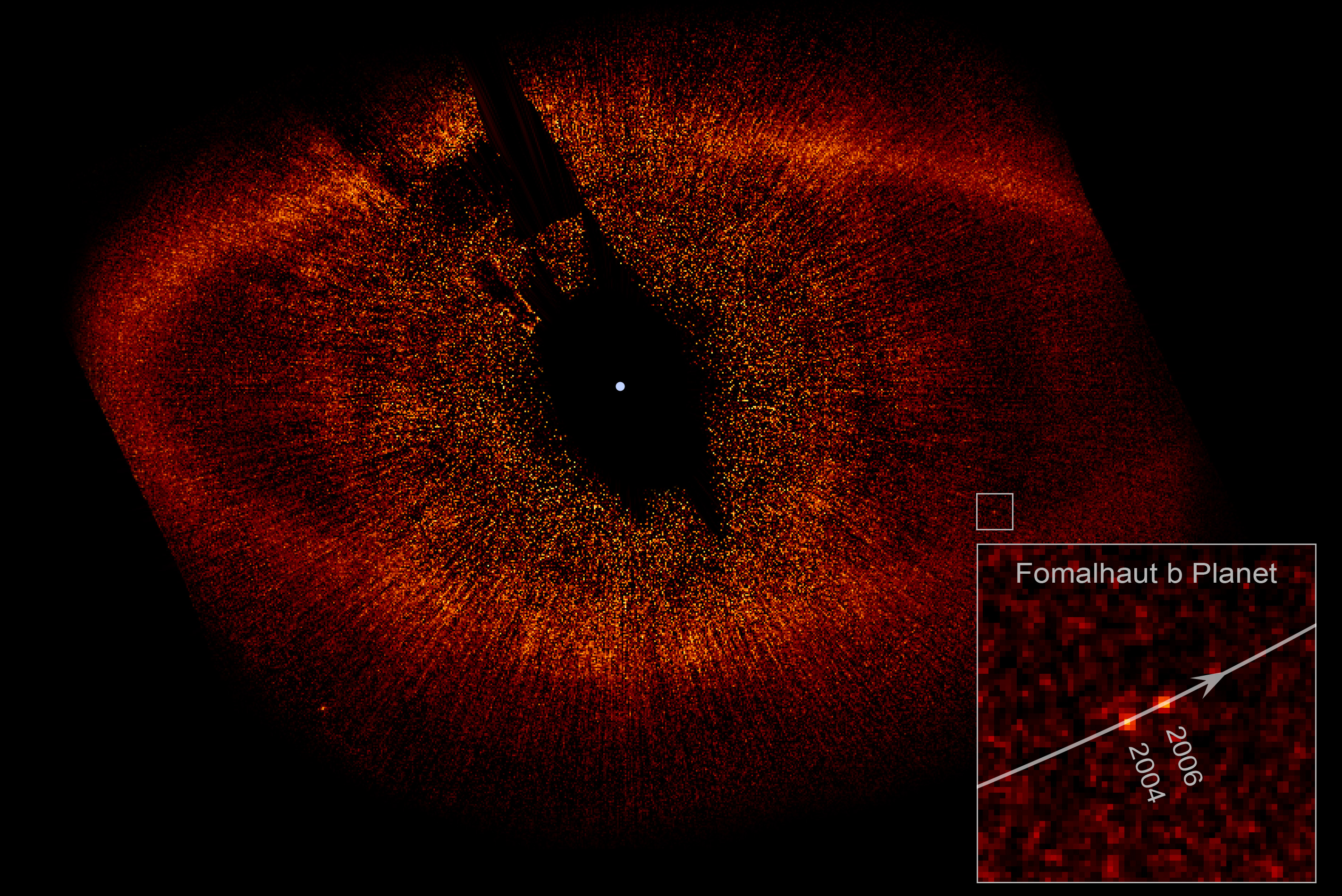
Пылевой диск около звезды Фомальгаут.

Диски космической пыли (пылевые диски) окружают многие звёзды и могут быть обнаружены благодаря поглощения пылью обычного света и переизлучения его в инфракрасной области. Даже если общая масса частиц пыли меньше массы Земли, они могут занимать достаточно большую площадь и затмевать родительскую звезду в инфракрасном диапазоне.
Наблюдение пылевых дисков способен вести космический телескоп Хаббл с помощью инструмента NICMOS (камера ближнего инфракрасного диапазона и многообъектный спектрометр), однако к настоящему времени наилучшие изображения были получены с помощью космических телескопов Спитцер и Гершель, которые способны вести наблюдение гораздо глубже в инфракрасной области спектра, чем Хаббл. В общей сложности диски пыли были обнаружены вокруг более 15 % ближайших солнцеподобных звёзд.
Считается, что пыль образуется из-за столкновений комет и астероидов, и давление света звезды выталкивает частицы пыли в межзвёздное пространство за относительно короткий период времени. Таким образом, обнаружение пыли указывает на постоянные столкновения в системе и даёт достоверные косвенные доказательства наличия малых тел (комет и астероидов), вращающихся вокруг родительской звезды. Например, пылевой диск вокруг звезды Тау Кита показывает, что звезда имеет объекты, аналогичные тем, что находятся в поясе Койпера, но при этом диск в десять раз толще.
Определённые характеристики пылевых дисков указывают на наличие большой планеты. Например, некоторые диски имеют центральную полость, которая может быть вызвана наличием планеты, «вычистившей» пыль внутри её орбиты. Другие диски содержат сгустки, наличие которых может быть вызвано гравитационным влиянием планеты. Оба этих признака присутствуют в пылевом диске вокруг звезды Эпсилон Эридана, что предполагает присутствие планеты с радиусом орбиты около 40 а.е. (в дополнение к внутренней планете, обнаруженной с помощью метода лучевых скоростей). Эти виды взаимодействия планеты с диском могут быть численно смоделированы с использованием метода «collisional grooming».

### Загрязнение звёздной атмосферы
Спектральный анализ атмосферы белых карликов, сделанный с помощью космического телескопа Спитцер выявил их загрязнение тяжёлыми элементами (магнием и кальцием). Эти элементы не могут вырабатываться в ядре звезды, и вполне возможно, что загрязнение происходит из-за астероидов, оказавшихся слишком близко (за пределом Роша) к звезде вследствие гравитационного взаимодействия с большими планетами и в итоге разорванных приливными силами звезды. Данные с телескопа Спитцер показывают, что около 1-3 % белых карликов имеют подобное загрязнение.

## Будущие проекты

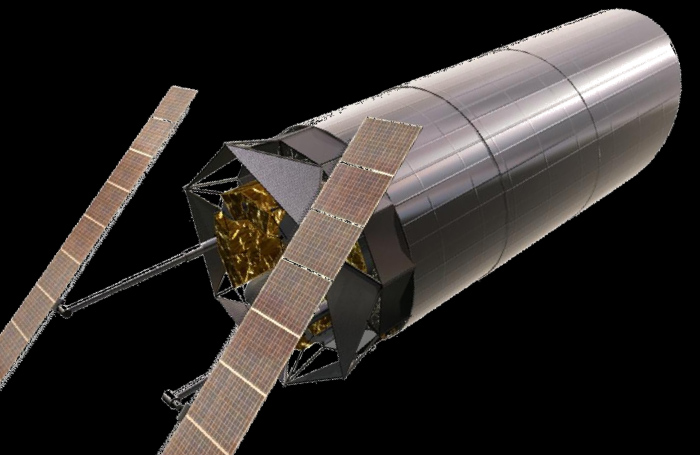
Концепция телескопа ATLAST с 8-м монолитным зеркалом.

В будущем планируются несколько космических миссий, которые будут использовать уже проверенные методы обнаружения планет. Измерения, сделанные в космосе, потенциально более точны, поскольку там отсутствует искажающее влияние атмосферы и существует возможность изучения объектов в инфракрасном диапазоне, не проникающем сквозь атмосферу. Некоторые из планируемых космических аппаратов будут иметь возможность обнаруживать планеты, подобные Земле.
Проект НАСА Space Interferometry Mission предполагал использование астрометрии, но в настоящее время он отменён. Он, возможно, смог бы обнаружить планеты земного типа около нескольких ближайших звёзд. Проекты «Дарвин» Европейского космического агентства и Terrestrial Planet Finder НАСА рассчитаны на получение непосредственных изображений планет, однако они приостановлены и не планируются к реализации в ближайшей перспективе. В рамках миссии New Worlds Mission предполагается запустить в космос специальный аппарат, предназначенный для блокирования света звёзд, что позволит наблюдать планеты вокруг других звёзд, но в настоящее время статус данного проекта остаётся неясным.
Строящиеся наземные телескопы 30-метрового класса способны обнаруживать экзопланеты и даже фотографировать их. Европейская южная обсерватория недавно приступила к постройке Европейского чрезвычайно большого телескопа в Чили с диаметром зеркала 39,3 метра. Наличие коронографа, а также адаптивной оптики скорее всего позволит получить изображение планет размером с Землю около ближайших звёзд.
Институт исследований космоса с помощью космического телескопа предлагает проект большого космического телескопа ATLAST, одной из целей которого является обнаружение и получение изображения планет около ближайших звёзд. В зависимости от окончательной концепции телескопа, которая будет принята позднее, ATLAST сможет также охарактеризовать атмосферы планет и даже обнаружить возможные изменения в покрывающей континенты растительности.
Проект Transiting Exoplanet Survey Satellite (TESS) представляет собой космический спутник, который будет отслеживать наиболее яркие и ближайшие к Земле звёзды (около 500 000 штук) с целью обнаружения каменистых планет посредством транзитного метода. TESS сможет найти ближайшие к Земле транзитные каменистые планеты, находящиеся в обитаемой зоне своей звезды. Этот проект разрабатывается Массачусетским технологическим университетом и Гарвард-Смитсоновский центр астрофизики. Запуск TESS на орбиту Земли запланирован на март 2018 года.